# Memphis laertes
Memphis laertes är en fjärilsart som beskrevs av Pieter Cramer 1775/76. Memphis laertes ingår i släktet Memphis och familjen praktfjärilar. Inga underarter finns listade i Catalogue of Life.

## Bildgalleri

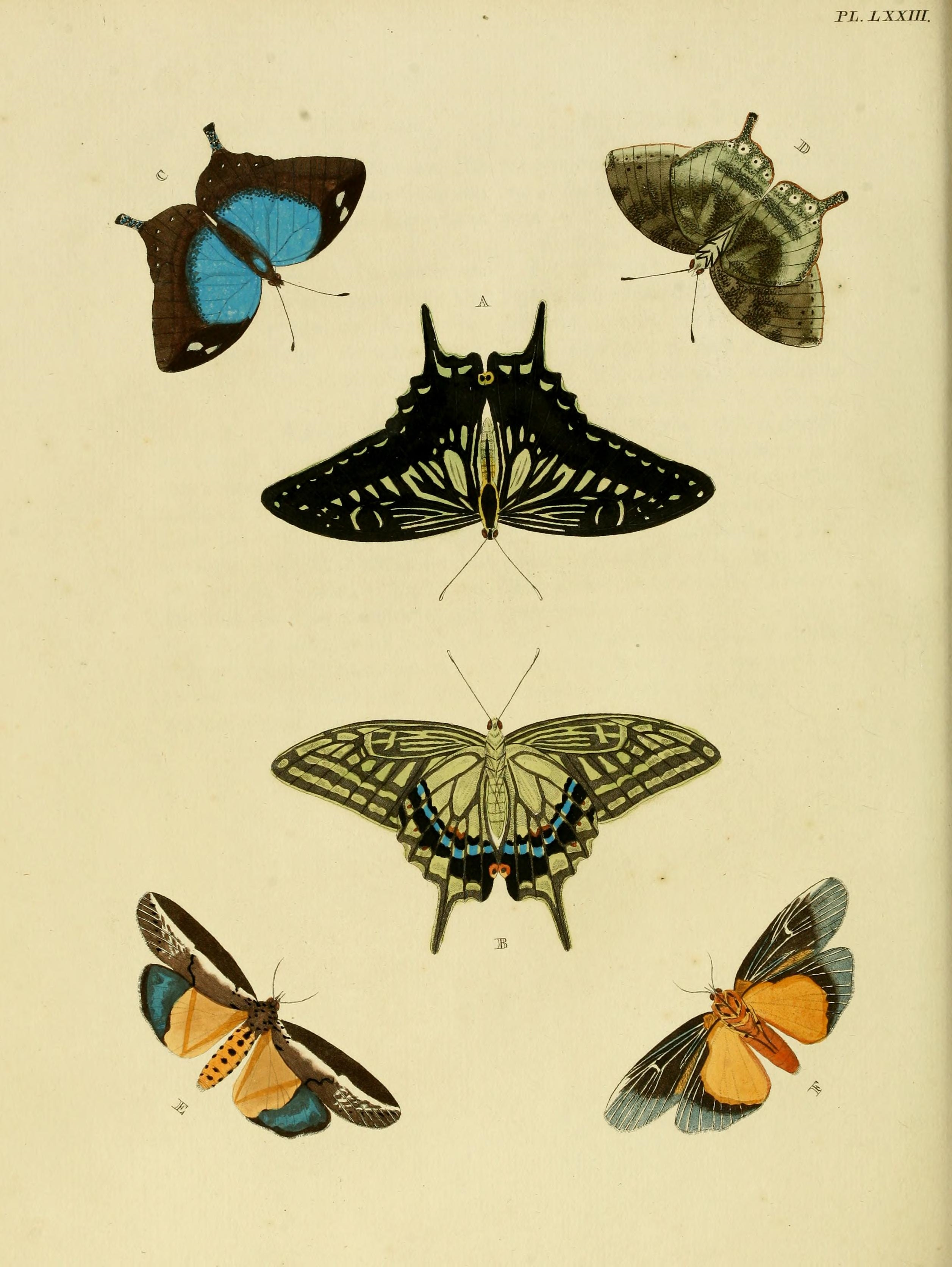